# Chapelle Notre-Dame de Bon-Voyage
Pour les articles homonymes, voir Chapelle Notre-Dame.
La chapelle Notre-Dame de Bon-Voyage est située à Plounérin en France.

## Localisation
La chapelle est située sur le territoire de la commune de Plounérin, en bordure de la route reliant Paris à Brest, dans le département  des Côtes-d'Armor, en région Bretagne.

## Description
La chapelle date du XVIe siècle, c'est un petit édifice construit selon un plan en L. À la salle rectangulaire formant chapelle, s'ajoute un bras de transept dont le mur latéral Est est le prolongement du mur de l'abside, et dont la surface est sensiblement égale à celle de la nef. La fenêtre du chœur conserve le souvenir d'une combinaison de meneaux en pierre, ainsi que les couronnements des contreforts du transept. Un cadran solaire est établi sur une pierre saillante, incrustée dans le pignon du transept. L'oratoire, situé en avant de la façade ouest de la chapelle, abritait vraisemblablement une statue aujourd'hui disparue. Une fontaine avec un bassin devait autrefois précéder cet édicule. La fontaine a été remplacée par une pompe adossée à un mur moderne, et l'oratoire a été surmonté d'une petite pyramide.

## Historique
La chapelle est inscrite au titre des monuments historiques par arrêté du 31 mars 1926.

## Galerie

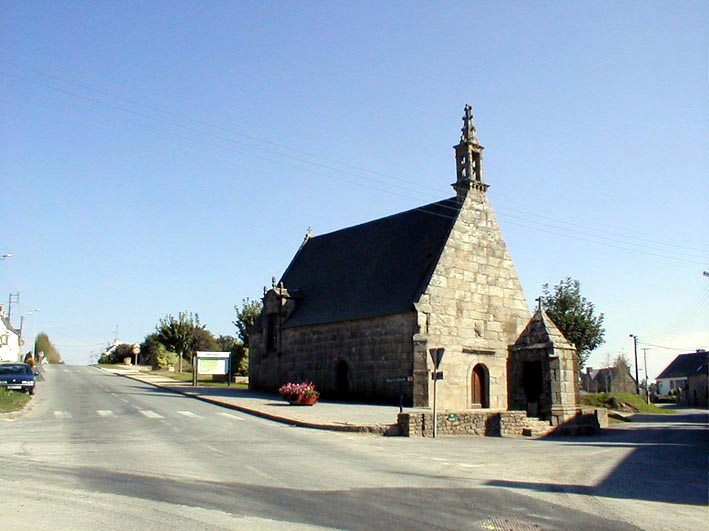
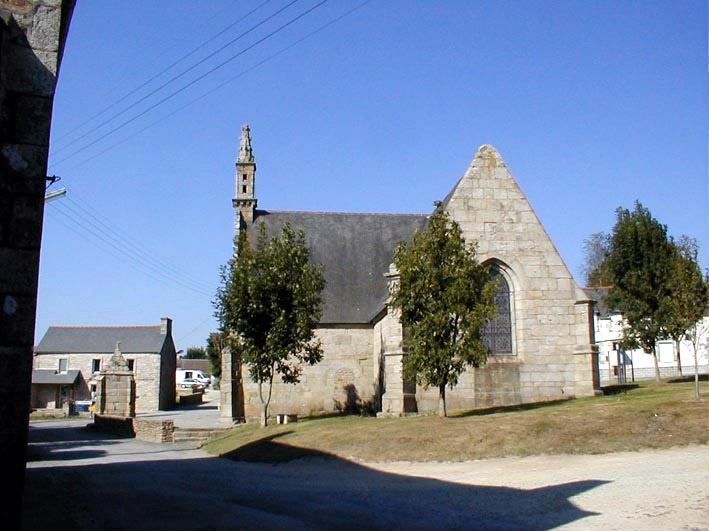